# یارموت جنوبی (ماساچوست)
یارموت جنوبی (به انگلیسی: South Yarmouth) یک منطقهٔ مسکونی در ایالات متحده آمریکا است که در شهرستان برنستبل، ماساچوست واقع شده‌است. یارموت جنوبی ۲۰٫۲ کیلومتر مربع مساحت و ۱۱٬۰۹۲ نفر جمعیت دارد و ۶ متر بالاتر از سطح دریا واقع شده‌است.